# Dyersburg
Dyersburg és una població dels Estats Units a l'estat de Tennessee. Segons el cens del 2000 tenia 17.452 habitants.

## Demografia
Segons el cens del 2000, Dyersburg tenia 17.452 habitants, 7.036 habitatges, i 4.517 famílies. La densitat de població era de 447,4 habitants/km².
Dels 7.036 habitatges en un 31,5% hi vivien nens de menys de 18 anys, en un 42,4% hi vivien parelles casades, en un 17,9% dones solteres, i en un 35,8% no eren unitats familiars. En el 30,9% dels habitatges hi vivien persones soles el 13,1% de les quals corresponia a persones de 65 anys o més que vivien soles. El nombre mitjà de persones vivint en cada habitatge era de 2,39 i el nombre mitjà de persones que vivien en cada família era de 2,99.
Per edats la població es repartia de la següent manera: un 26,3% tenia menys de 18 anys, un 9,6% entre 18 i 24, un 27,6% entre 25 i 44, un 21,4% de 45 a 60 i un 15% 65 anys o més.
L'edat mediana era de 36 anys. Per cada 100 dones de 18 o més anys hi havia 82,3 homes.
La renda mediana per habitatge era de 28.232$ i la renda mediana per família de 34.754$. Els homes tenien una renda mediana de 30.898$ mentre que les dones 21.337$. La renda per capita de la població era de 16.388$. Entorn del 17,4% de les famílies i el 20,5% de la població estaven per davall del llindar de pobresa.

## Poblacions més properes
El següent diagrama mostra les poblacions més properes.